# Leiurus tamajeq
Espèce
Leiurus tamajeq est une espèce de scorpions de la famille des Buthidae.

## Distribution
Cette espèce est endémique de la région de Kidal au Mali. Elle se rencontre dans l'Adrar des Ifoghas.

## Description
Le mâle holotype mesure 84,1 mm.

## Systématique et taxinomie
Cette espèce a été décrite par Lourenço et Ythier en 2024.
Elle n'est connue que par son mâle holotype collecté par Ehya Ag Sidiyene en 1988 qui a été déposé au MNHN.

## Étymologie
Son nom d'espèce lui a été donné en référence aux Tamajeq (Touaregs en langue berbère).

## Publication originale
- Lourenço & Ythier, 2024 : « A new African species of the genus Leiurus Ehrenberg, 1828 from Mali (Scorpiones: Buthidae).» Serket, vol. 20, no 2, p. 58-67.